# Prądzonka
Prądzonka is een plaats in de gemeente Studzienice in het woiwodschap Pommeren. Het ligt zeven kilometer ten zuiden van Studzienice en tachtig kilometer ten zuidwesten van Gdańsk. Prądzonka telt 30 inwoners.